# Велингара
Велингара (фр. Vélingara) — город на юге Сенегала, на территории области Колда.

## География
Город расположен вблизи границы с Гамбией, в 570 км к юго-востоку от столицы страны, города Дакар, на высоте 48 м над уровнем моря.

## Население
По данным на 2013 год численность населения города составляла 26 828 человек.
Динамика численности населения города по годам:
| 1988   | 1997   | 2001   | 2002   | 2013   |
| ------ | ------ | ------ | ------ | ------ |
| 14 068 | 17 832 | 22 496 | 20 806 | 26 828 |

## Города-побратимы
- Юи, Бельгия